# エル・ハッジ・バ
エル・ハッジ・バ（El Hadji Ba、1993年3月5日 - ）は、フランス出身のモーリタニア代表プロサッカー選手。FCヌアディブ所属。ポジションはMF。

## 経歴

### クラブ
ル・アーヴルACの下部組織に在籍していた時にはトッテナム・ホットスパーFCへの移籍も噂されたが、結局実現しなかった。2012年2月24日に開催されたEAギャンガンとのリーグ戦でプロデビューした。
2013-14シーズンからサンダーランドAFCに移籍。しかし出番に恵まれず、2014年1月5日のFAカップ・カーライル・ユナイテッドFC戦でようやく移籍後初出場を果たした。
2015年6月29日、チャールトン・アスレティックFCに移籍。2017年2月5日、クラブとの契約を解除し退団。
2017年3月6日、ノルウェーのスターベクIFに加入。

### 代表
ユース年代のフランス代表歴がある。
2022年6月4日、アフリカネイションズカップ2023予選のスーダン代表戦でモーリタニア代表として初出場。